# Andrej Wassileuski
Andrej Aljaksandrawitsch Wassileuski (belarussisch Андрэй Аляксандравіч Васілеўскі; englisch Andrei Vasilevski; * 28. Mai 1991 in Minsk, Weißrussische SSR, Sowjetunion) ist ein belarussischer Tennisspieler.

## Karriere
Wassileuski spielt hauptsächlich auf der ATP Challenger Tour und der ITF Future Tour. Er gewann bislang einen Einzel- und 27 Doppeltitel auf der Future Tour. Auf der Challenger Tour gewann er bis jetzt neun Turniere. Bei seiner ersten Grand-Slam-Teilnahme in Wimbledon erreichte er mit seinem Partner Hans Podlipnik-Castillo das Viertelfinale.
2009 debütierte er für die Belarussische Davis-Cup-Mannschaft.
Er gehört seit 2024 zum Trainerteam und ist Schlagpartner von Aryna Sabalenka.

## Erfolge
| Legende (Anzahl der Siege)  |
| Grand Slam                  |
| ATP World Tour Finals       |
| ATP World Tour Masters 1000 |
| ATP World Tour 500          |
| ATP World Tour 250 (1)      |
| ATP Challenger Tour (14)    |

| ATP-Titel nach Belag |
| Hartplatz (0)        |
| Sand (1)             |
| Rasen (0)            |

### Doppel

#### Turniersiege

##### ATP World Tour
| Nr. | Datum        | Turnier | Belag | Partner         | Finalgegner                  | Ergebnis |
| --- | ------------ | ------- | ----- | --------------- | ---------------------------- | -------- |
| 1.  | 28. Mai 2021 | Belgrad | Sand  | Jonathan Erlich | André Göransson Rafael Matos | 6:4, 6:1 |

##### ATP Challenger Tour
| Nr. | Datum            | Turnier       | Belag         | Partner                 | Finalgegner                           | Ergebnis           |
| --- | ---------------- | ------------- | ------------- | ----------------------- | ------------------------------------- | ------------------ |
| 1.  | 13. Mai 2016     | Samarqand (1) | Sand          | Denis Mazukewitsch      | Hsieh Cheng-peng Yang Tsung-hua       | 6:4, 5:7, [10:5]   |
| 2.  | 30. Juli 2016    | Astana        | Hartplatz     | Jaraslau Schyla         | Michail Jelgin Alexander Kudrjawzew   | 6:4, 6:4           |
| 3.  | 20. August 2016  | Meerbusch     | Sand          | Michail Jelgin          | Sander Gillé Joran Vliegen            | 7:6, 6:4           |
| 4.  | 22. Januar 2017  | Koblenz       | Hartplatz (i) | Hans Podlipnik-Castillo | Roman Jebavý Lukáš Rosol              | 7:5, 3:6, [16:14]  |
| 5.  | 5. März 2017     | Breslau       | Hartplatz (i) | Adil Shamasdin          | Michail Jelgin Denys Moltschanow      | 6:3, 3:6, [21:19]  |
| 6.  | 26. Mai 2017     | Schymkent     | Sand          | Hans Podlipnik-Castillo | Clément Geens Juan Pablo Paz          | 6:4, 6:2           |
| 7.  | 11. August 2017  | Portorož      | Hartplatz     | Hans Podlipnik-Castillo | Lukáš Rosol Franko Škugor             | 6:3, 7:64          |
| 8.  | 13. Oktober 2017 | Taschkent     | Hartplatz     | Hans Podlipnik-Castillo | Yuki Bhambri Divij Sharan             | 6:4, 6:2           |
| 9.  | 5. Januar 2019   | Orlando       | Hartplatz     | Romain Arneodo          | Gonçalo Oliveira Andrea Vavassori     | 7:62, 2:6, [15:13] |
| 10. | 3. Februar 2019  | Cleveland     | Hartplatz (i) | Romain Arneodo          | Robert Galloway Nathaniel Lammons     | 6:4, 7:64          |
| 11. | 18. Mai 2019     | Samarqand (2) | Sand          | Gonçalo Oliveira        | Sergey Fomin Teimuras Gabaschwili     | 3:6, 6:3, [10:4]   |
| 12. | 1. Juni 2019     | Vicenza       | Sand          | Gonçalo Oliveira        | Fabrício Neis Fernando Romboli        | 6:3, 6:4           |
| 13. | 11. August 2019  | Augsburg      | Sand          | Igor Zelenay            | Ivan Sabanov Matej Sabanov            | 4:6, 6:4, [10:3]   |
| 14. | 27. Oktober 2019 | Brest         | Hartplatz (i) | Denys Moltschanow       | Andrea Vavassori David Vega Hernández | 6:3, 6:1           |

#### Finalteilnahmen
| Nr. | Datum              | Turnier     | Belag         | Partner                 | Finalgegner                           | Ergebnis          |
| --- | ------------------ | ----------- | ------------- | ----------------------- | ------------------------------------- | ----------------- |
| 1.  | 5. August 2017     | Kitzbühel   | Sand          | Hans Podlipnik-Castillo | Pablo Cuevas Guillermo Durán          | 4:6, 6:4, [10:12] |
| 2.  | 8. Februar 2020    | Pune        | Hartplatz     | Jonathan Erlich         | André Göransson Christopher Rungkat   | 2:6, 6:3, [8:10]  |
| 3.  | 28. Februar 2021   | Montpellier | Hartplatz (i) | Jonathan Erlich         | Henri Kontinen Édouard Roger-Vasselin | 2:6, 5:7          |
| 4.  | 26. September 2021 | Nur-Sultan  | Hartplatz (i) | Jonathan Erlich         | Santiago González Andrés Molteni      | 1:6, 2:6          |